# Жизнь в цитадели
«Жизнь в цитадели» (эст. Elu tsitadellis) — кинофильм, социально-психологическая драма, поставленная режиссёром Гербертом Раппапортом по одноимённой пьесе эстонского писателя Аугуста Якобсона. Первый художественный фильм Эстонской ССР. Произведён на технической базе «Ленфильма» в 1947 году.

## Сюжет
Великая Отечественная война близится к завершению. На территорию Эстонии входят вооружённые силы СССР. Драматические события происходят в доме профессора ботаники Мииласа. Он, обиженный в своё время на весь научный мир из-за непризнания глубины его открытия свойств болотной флоры, ушёл в «интеллектуальное изгнание» и практически не интересуется происходящими вокруг событиями. Между тем, в его доме прячутся его сын от первого брака Ральф и племянник доктор Рихард Мийлас, которые сотрудничали ранее с фашистскими властями. Происходящие в семье дискуссии и события изменяют точку зрения профессора на окружающую реальность. Он выдаёт новым властям коллаборационистов и вливается в строительство социалистической жизни.

## Награды
- Сталинская премия II степени (1948 год). Лауреаты: Г. Раппапорт, Х. Лаур, Л. Лаатс, Л. Раяла

## В ролях
- Хуго Лаур — профессор ботаники Миилас
- Айно Тальви — Эва Миилас, жена профессора
- Гунар Килгас — Карл, их сын
- Лия Лаатс — Лидия, их дочь
- Лембит Раяла — Ральф
- Андрис Сярев — доктор Рихард Мийлас, племянник профессора
- Борис Добронравов — Голивин, профессор медицины
- Ирд, Каарел
- Кальела, Иоханнес
- Лаутер, Антс
- Лутс, Мета
- Рудольф Нууде — Антс Куслап, майор Советской армии
- Рандвийр, Александр
- Тинн, Эдуард
- Эскола, Антс

## Съёмочная группа
- Автор сценария: Трауберг, Леонид Захарович
- Режиссёр-постановщик: Раппапорт, Герберт Морицевич
- Оператор-постановщик: Сергей Иванов
- Композитор: Капп, Эуген
- Художник-постановщик: Еней, Евгений Евгеньевич